# Werner Ruchel
Werner Ruchel (* 26. Juni 1939; † 3. Juni 2008) ist ein ehemaliger deutscher Fußballspieler.

## Werdegang
Der Mittelstürmer Werner Ruchel spielte seit den frühen 1960er Jahren für Arminia Bielefeld und wurde 1962 mit der Mannschaft Westfalenmeister. Die Bielefelder stiegen in die II. Division West auf und schafften ein Jahr später am letzten Spieltag durch einen 4:1-Sieg gegen den Dortmunder SC 95 die Qualifikation für die neu geschaffene Regionalliga West. Ruchel steuerte zwei Tore zum Sieg gegen Dortmund bei. In der Regionalliga spielte Werner Ruchel noch fünf Jahre lang für die Bielefelder und verließ den Verein im Sommer 1968 mit unbekanntem Ziel. Ruchel absolvierte 93 Regionalligaspiele für die Bielefelder und erzielte dabei 16 Tore. Er starb wenige Wochen vor seinem 69. Geburtstag.